# Alcides Malandro Histórico
Alcides Dias Lopes, mais conhecido como Alcides Malandro Histórico, (Rio de Janeiro, 17 de dezembro de 1909 — Rio de Janeiro, 9 de novembro de 1987) foi um compositor brasileiro e integrante da Velha Guarda da Portela.

## Biografia
Na juventude levou vida de malandro, vagando sem destino e sem ocupação fixa pelas ruas do Rio. Seu primeiro emprego só veio depois do casamento com Guiomar, com quem teve quatro filhos. Foi manobrista e sinalizador de trens da Rede Ferroviária Federal, trabalhando perto do subúrbio de Benfica. Tornou-se então um chefe de família, aposentando-se em 1947. Porém, mesmo trabalhando, Alcides nunca faltava aos ensaios da Portela. Estava sempre presente, com sua fisionomia fechada, seu tronco avantajado e seu modo simples de se vestir.
Um dos maiores divulgadores póstumos da obra de Alcides foi Zeca Pagodinho, que gravou Dona do meu coração, Já sei de tudo, mulher, Meu tamborim e Vivo muito bem, entre outros.
Apesar de ter sido excelente intérprete e compositor, Alcides Lopes jamais gravou um disco individual. Os únicos registros disponíveis são duas participações ao lado de Dona Ivone Lara, nas músicas Quando a maré, de Antônio Caetano, e Já chegou quem faltava, de Nilson Gonçalves, presentes no disco Samba – Minha Verdade, Minha Raiz (Odeon, 1978). Como reconhecimento por sua contribuição à Portela, seu retrato foi incluído na galeria do Pavilhão de Canto do Portelão.